# Łuk twarzowy
Łuk twarzowy – urządzenie stosowane w ortodoncji, chirurgii szczękowej i stomatologii. Łuk twarzowy ma zastosowanie przy całkowitych rekonstrukcjach zgryzu i warunków zgryzowych. Służy do skopiowania położenia zębów łuku górnego względem stawów skroniowo-żuchwowych i przeniesienia tego położenia do laboratorium protetycznego, aby specjaliści ortodonci, chirurdzy mogli opracować jak zmieni się położenie szczęk względem siebie i stawów skroniowo-żuchwowych. 
Do precyzyjnego wykonania prac protetycznych, technik dentystyczny musi odtworzyć na modelach rzeczywistą pracę narządu żucia pacjenta. Umożliwia to zastosowanie łuku twarzowego. Pozwala ono na szybkie i dokładne wyznaczenie przestrzennej pozycji szczęki względem stawów skroniowo-żuchwowych. Rejestracja zgryzu wykonywana jest bezinwazyjnie i szybko. W pierwszym etapie wykonuje się deprogramację, jest to zgubienie pamięci mięśniowej narządu żucia. Następnie rejestrowane jest zwarcie zębów poprzez nagryzienie silikonowego kęska. Łuk twarzowy montuje się na specjalnym widelcu zgryzowym, by odwzorować cały układ szczęk i ich stosunku do stawów skroniowo-żuchwowych. Przed zastosowaniem łuku twarzowego ważnym elementem jest odpowiednie planowanie oparte na badaniach pomocniczych m.in. zdjęciach radiologicznych i modelach gipsowych. Przy wykonywaniu dużych i rozległych zabiegów chirurgicznych, bardzo znacząca jest odpowiednia analiza stawów skroniowo-żuchwowych. Taka analiza jest możliwa przy użyciu artykulatora i łuku twarzowego.